# Толстохвостые тушканчики
Толстохвостые тушканчики (лат. Pygeretmus) — род грызунов из семейства тушканчиков. Получили названия из-за своих хвостов, часто сильно утолщённых жировыми отложениями.

## Внешний вид
Окрас верхней стороны туловища песчано-охристый. Длина без хвоста до 12,5 см, длина самого хвоста до 13,5 см.

## Распространение
Толстохвостый тушканчик (Pygeretmus platyurus) и тушканчик Житкова (Pygeretmus shitkovi) живут в Казахстане от низовьев Эмбы до Зайсанской котловины, в полупустынях и глинистых пустынях. Повсюду малочисленны. Тарбаганчик (Pygeretmus pumilo) распространён в Северном Прикаспии, Нижнем и Среднем Поволжье, в Казахстане и Средней Азии.

## Систематика
В род включается от 2 до 3 видов, в зависимости от того, считается ли толстохвостым тушканчиком тарбаганчик.